# Uranija
Za drevnu kraljicu, pogledajte „Julija Uranija”.
Uranija (grč. Οὐρανία, Ouranía) jedna je od devet Muza, Zeusova i Mnemozinina kći. Zaštitnica je astronomije i astrologije.

## Etimologija
Uranijino ime izvedenica je grčke riječi Οὐρανός, Ouranós = "nebo" ili "raj", a znači "nebeska". Uranijin je djed Uran, bog neba.

## Karakteristike
Uranija je prikazivana kako drži globus u jednoj, a štap u drugoj ruci. Mogla je proricati budućnost prema smještaju zvijezda.
Odjevena je u plašt protkan zvijezdama, a svoje oči i pažnju usmjerava nebesima. Zaštitnica je filozofa i onih koji se brinu o raju.

## Vanjske poveznice
- Uranija u klasičnoj literaturi (engl.)